# Colorado Avalanche
I Colorado Avalanche sono una franchigia statunitense di hockey su ghiaccio con sede a Denver (Colorado). Fanno parte della Central Division nella Western Conference della NHL. Gli Avalanche hanno vinto la Stanley Cup tre volte, nel 1996, nel 2001 e nel 2022.
La franchigia venne fondata nel Québec (Canada) ed ebbe la denominazione di Québec Nordiques fino al 1995, quando si trasferì a Denver. Gli Avalanche hanno vinto 8 titoli divisionali e sono entrati nei playoffs in tutte le loro prime 10 stagioni nella NHL, mancando per la prima volta la post-season solamente nel 2007. Gli Avalanche sono anche stati il primo team di NHL a vincere la Stanley Cup nella stagione successiva al cambio di sede.
Una delle più accese rivalità nella NHL è quella tra gli Avs e i Detroit Red Wings, dovuta principalmente al fatto che i due team si sono incontrati cinque volte in sette anni nei playoff della Western Conference.

## Storia

### 1995-2001
I Colorado Avalanche giocarono il loro primo match alla McNichols Sports Arena di Denver il 6 ottobre 1995 vincendo per 3-2 proprio contro i Red Wings. Guidati dal capitano Joe Sakic, dall'attaccante Peter Forsberg e dal difensore Adam Foote sul ghiaccio, e dalla coppia Pierre Lacroix (general manager) — Marc Crawford (head coach), gli Avalanche divennero ancora più forti quando il goalie dei Canadiens de Montréal, Patrick Roy, si aggregò al team. Dopo essersi sentito umiliato dai Canadiens, che lo lasciarono in porta dopo aver subito 9 goal su 26 tiri durante un match contro i Red Wings, Roy decise di raggiungere Denver, e lo fece il 6 dicembre 1995 in uno scambio che portò agli Avalanche anche Mike Keane (già capitano dei canadesi) in cambio di Jocelyn Thibault, Martin Ručinský e Andrej Kovalenko. Roy si dimostrò un'aggiunta fondamentale per la franchigia di Colorado negli anni seguenti.
Gli Avalanche finirono la regular season con un record di 47-25-10 (104 punti) e vinsero la Pacific Division finendo secondi nella Western Conference. Il team andò avanti nei playoff, battendo Vancouver, Chicago e i Red Wings vincitori del Presidents' Trophy. Nella finale della Stanley Cup si trovarono a scontrarsi coi Florida Panthers, anche loro alla prima finale. Gli Avalanche liquidarono la serie con un perentorio 4-0. In Gara-4, durante il terzo overtime e dopo più di 100 minuti di gioco senza reti, il difensore Uwe Krupp segnò il goal che diede alla franchigia la sua prima Stanley Cup. Joe Sakic fu il miglior marcatore dei playoff con 34 punti (18 goal e 16 assist) e vinse il Conn Smythe Trophy, assegnato al miglior giocatore dei playoff. La Stanley Cup del 1996 fu il primo campionato professionistico vinto da una squadra di Denver e con questa coppa i russi Alexei Gusarov e Valeri Kamensky, così come lo svedese Peter Forsberg, divennero membri del Triple Gold Club, l'esclusivo gruppo di hockeisti che hanno vinto un oro olimpico, un oro mondiale e una Stanley Cup.
Nella stagione 1996-97 Colorado vinse, oltre alla Pacific Division, il Presidents' Trophy finendo la regular season con il record migliore di tutta la lega: 49-24-9 per un totale di 107 punti. Il team ebbe anche il migliore attacco con una media di 3.38 goal segnati a partita. Gli Avalanche incontrarono nei primi due round le due squadre più deboli tra quelle qualificatesi per i playoff nella Western Conference: i Chicago Blackhawks e gli Edmonton Oilers, eliminati agilmente rispettivamente per 4-2 e 4-1. In finale di Conference gli Avalanche incontrarono nuovamente i Red Wings, dai quali furono eliminati per 4-2. La squadra di Detroit vincerà la Stanley Cup chiudendo la serie sul 4-0 come fecero gli Avs un anno prima. Sandis Ozolinsh venne eletto nella prima squadra di all-star della lega al termine della stagione.
Essendo diventato free agent, nell'estate del 1997 Joe Sakic firmò un contratto di tre anni e 21 milioni di dollari con i New York Rangers. Secondo gli accordi collettivi del tempo, gli Avalanche avevano una settimana di tempo per pareggiare l'offerta dei Rangers o lasciar andare Sakic. Colorado pareggiò l'offerta e questo provocò un aumento generalizzato dei compensi per i giocatori della NHL.
Nella stagione seguente Colorado vinse la Pacific Division con un record di 39-26-17 e 95 punti. Gli Avalanche mandarono la più grande delegazione di hockeisti della NHL ai XVIII Giochi olimpici invernali, forti di ben 10 giocatori rappresentanti di 7 Paesi, più l'allenatore del Canada Marc Crawford. Milan Hejduk vinse la medaglia d'oro con la Repubblica Ceca, Alexei Gusarov e Valeri Kamensky vinsero la medaglia d'argento con il team russo e Jari Kurri si aggiudicò la medaglia di bronzo con la nazionale finlandese. Colorado in compenso perse nella prima serie dei playoff, contro gli Edmonton Oilers dopo essere stati in vantaggio 3-1. Peter Forsberg fu il secondo miglior marcatore della lega nella regular season con 91 punti (25 goal e 66 assist) e venne scelto nella prima squadra di all-star della lega. Alla fine della stagione il capo allenatore Marc Crawford rifiutò il contratto di due anni proposto dalla società e Bob Hartley venne chiamato nel giugno del 1998 a sostituirlo.
Nella stagione 1998-99, con l'aggiunta della nuova franchigia dei Nashville Predators, la NHL decise di rivedere le Divisions, e i Colorado Avalanche finito nella nuova Northwest Division. Nonostante un avvio a rilento (2-6-1), Colorado finì con un record di 44-28-10 (98 punti), vinse la Northwest Division e si classificò seconda nella Western Conference. Dopo aver battuto nella post-season San Jose Sharks e Detroit Red Wings nei primi due round, Colorado incontrò in finale di Conference i vincitori del President's Trophy: i Dallas Stars. Il team di Denver si arrenderà solo alla settima gara. Peter Forsberg venne nuovamente eletto nella prima squadra di all-star della lega, Chris Drury vinse il Calder Memorial Trophy come miglior rookie della stagione e insieme a Milan Hejduk venne scelto nell'all-rookie team della stagione.
Nella stagione 1999-2000 la franchigia giocò la sua prima partita nel nuovo Pepsi Center, che costò 160 milioni di dollari. Milan Hejduk segnò il primo goal nel nuovo impianto in una vittoria per 2-1 contro i Boston Bruins il 13 ottobre 1999. Gli Avalanche finirono la stagione con un record di 42-28-11-1 (96 punti) e vinsero la Northwest Division. Tra il 10 gennaio e il 7 febbraio gli Avalanche misero a segno la loro più lunga striscia di vittorie con 12 gare vinte. Prima di cominciare i playoff, gli Avalanche rafforzarono la loro difesa con il veterano Ray Bourque, futuro Hall of Famer che arrivò a Denver insieme all'attaccante Dave Andreychuk dai Boston Bruins in cambio di Brian Rolston, Martin Grenier, Samuel Påhlsson e una scelta al primo giro. Bourque, che è stato parte dei Bruins dalla stagione 1979-80 chiese lo scambio per avere un'ultima possibilità di vincere la Stanley Cup. Comunque, come l'anno precedente Colorado perse nella finale di Conference contro Dallas in una serie arrivata al settimo match. Joe Sakic vinse il Lester B. Pearson Award per la sua eccezionale performance nella regular season.
La stagione 2000-01 fu la migliore in assoluto per la franchigia. Gli Avalanche vinsero la Northwest Division e il secondo President's Trophy dopo aver finito la regular season con un record di 52-16-10-4 pari a ben 118 punti. Joe Sakic finì la regular season con lo stesso numero di punti della squadra (frutto di 54 goal e 64 assist). Il 4 febbraio 2001 i Colorado Avalanche ospitarono il cinquantunesimo All-Star Game della NHL: Patrick Roy, Ray Bourque e Joe Sakic giocarono per il team del Nord America che vinse per 14 a 12 contro il team del Resto del Mondo (rappresentante, cioè, tutte le nazioni non nordamericane) che aveva nelle proprie file Milan Hejduk e Peter Forsberg. Tutti tranne Hejduk facevano parte della squadra titolare. Prima dei playoff gli Avalanche acquisirono il forte difensore Rob Blake e il centro Steven Reinprecht dai Los Angeles Kings in cambio di Adam Deadmarsh, Aaron Miller e la loro prima scelta al draft dei 2001. Nella post-season Colorado eliminò nei quarti i Vancouver Canucks (4-0) e nelle semifinali i Los Angeles Kings (alla settima gara, dopo aver gettato al vento un vantaggio di 3-1). Dopo l'ultimo match della serie contro i Kings, Peter Forsberg si sottopose a un intervento chirurgico alla milza, e venne annunciato il suo rientro per l'inizio della stagione successiva. L'assenza dell'asso svedese fu un duro colpo per il team, l'ex portiere Darren Pang lo considerò "devastante (...) per i Colorado Avalanche". Il team riuscì comunque a fare a meno di Forsberg: nella finale di Conference Colorado liquidò i St. Louis Blues con un 4-1 e approdò alla finale di Stanley Cup, dove s'imbatté nei New Jersey Devils, i detentori della coppa. Gli Avalanche portarono a casa la serie e la coppa dopo aver vinto il match del 4-3 al Pepsi Center per 3-1. Dopo aver ricevuto la coppa dal Commissioner Gary Bettman, il capitano Joe Sakic la cedette immediatamente a Ray Bourque, coronando così la carriera di 22 anni del difensore con la sua unica Stanley Cup. Joe Sakic fu il miglior marcatore dei playoff con 26 punti (13 goal e 13 assist) e vinse l'Hart Memorial Trophy, assegnato all'MVP della regular season, il Lady Byng Memorial Trophy, assegnato al giocatore che ha mostrato sportività e fair play accompagnati da ottime performance, il Lester B. Pearson Award e divise l'NHL Plus/Minus Award con Patrik Eliáš dei Devils. Patrick Roy vinse il Conn Smythe Trophy come MVP dei playoff e Shjon Podein venne omaggiato col King Clancy Memorial Trophy per il significativo contributo umanitario alla sua comunità, in particolare il suo lavoro nelle fondazioni a scopo benefico. Ray Bourque e Joe Sakic vennero eletti nella prima squadra di all-star della lega, Rob Blake invece divenne parte della seconda.

### 2001-oggi
Gli Avalanche non partecipano ad una finale di Stanley Cup dal 2001. Nella stagione 2001-02 il team finì la regular season con 99 punti, frutto di un record pari a 45-28-8-1 che gli consentì di vincere la Northwest Division. Colorado concesse il minor numero di reti in tutta la lega: 169 per una media di 2.06 a partita. La stagione della NHL venne interrotta nuovamente per i XIX Giochi olimpici invernali tenutesi a Salt Lake City (Utah). I Colorado Avalanche mandarono alla competizione ben nove giocatori per un totale di sei paesi rappresentati. La nazionale canadese vinse il torneo e Rob Blake, Adam Foote e Joe Sakic vinsero la medaglia d'oro. L'americano Chris Drury si consolò con una medaglia d'argento. Con questa vittoria, Blake e Sakic divennero anch'essi membri del Triple Gold Club. Dopo aver superato i primi due round dei playoff (4-2 contro i Vancouver Canucks e 4-3 contro i San Jose Sharks), gli Avalanche incontrarono i loro rivali di Detroit per la quinta volta in sette anni. In una serie finita solo al settimo incontro, Colorado dopo cinque gare comandava per 3-2, ma perse gara-6 in casa per 2-0 e i Red Wings vinsero il match decisivo con un perentorio 7-0. Come nel 1997, Detroit vinse la Stanley Cup. Patrick Roy vinse il William M. Jennings Trophy, assegnato al portiere con il minor numero di reti subite e venne selezionato nella prima squadra di all-star della lega insieme a Joe Sakic, mentre Rob Blake finì nella seconda.
La stagione seguente vide gli Avalanche detenere il record di vittorie consecutive dei titoli divisionali: nove. Questo record fu possibile dopo un brutto inizio che portò a interrompere il rapporto con l'head coach Bob Hartley in dicembre. Il general manager Pierre Lacroix promosse uno degli assistenti di Hartley, Tony Granato, a head coach, dopo un'esperienza di soli tre mesi nello staff. L'obiettivo dei playoff sembrò in dubbio, ma gli Avalanche riuscirono a chiudere la regular season con 105 points, una lunghezza più avanti rispetto rivali divisionali dei Vancouver Canucks. La corsa al titolo fu eccitante, specialmente il penultimo match della regular season dove gli Avalanche necessitavano di vincere la gara per restare in corsa e Milan Hejduk segnò con 10 secondi rimanenti nell'overtime battendo così gli Anaheim. La vittoria del titolo venne assicurata nel giorno finale della stagione quando gli Avalanche sconfissero i St. Louis Blues per 5-2 e i Vancouver Canucks persero contro i Los Angeles Kings per 2-0. Nei playoff gli Avalanche sprecarono un vantaggio di 3-1 nella serie contro i Minnesota Wild perdendo nell'overtime di gara-7 e uscendo quindi al primo round. Peter Forsberg vinse l'Art Ross Trophy come miglior marcatore della stagione (conclusa con 106 punti frutto di 29 goal e 77 assist), l'Hart Memorial Trophy come MVP della stagione e insieme al compagno di squadra Milan Hejduk l'NHL Plus/Minus Award. Hejduk segnò 50 reti e vinse il Maurice Richard Trophy come miglior marcatore della stagione. Forsberg entrò nella prima squadra di all-star della lega, Hejduk nella seconda.
A fine stagione Patrick Roy si ritirò e gli Avalanche acquisirono le ali di livello mondiale Paul Kariya e Teemu Selänne dai Mighty Ducks of Anaheim. Entrambi fallirono nel confermare le aspettative: Kariya passò la maggior parte della stagione 2003-04 infortunato e Selänne mise a referto solo 32 punti (16 goal e 16 assist) in 78 gare. Avere "nove giocatori d'élite", "i sei attaccanti più talentuosi in un unico team dai tempi degli Edmonton Oilers" non fu abbastanza per vincere il titolo della Northwest Division title, interrompendo così la striscia record. Il record di 40-22-13-7 fu abbastanza per raggiungere i 100 points, uno meno dei vincitori della division, i Canucks. Proprio durante un match contro i canadesi l'8 marzo 2004, Todd Bertuzzi dei Canucks colpì da dietro Steve Moore con un pugno, per vendicare un colpo che Moore aveva destinato al capitano Markus Näslund il mese precedente, causando la perdita di coscienza del giocatore di Colorado. A causa del pugno e della conseguente caduta nel ghiaccio con Bertuzzi sopra di lui, Moore soffrì, tra le altre cose, la frattura di tre vertebre cervicali che misero fine alla sua carriera. Bertuzzi venne sospeso per 17 mesi. Nei playoff Colorado vinse i quarti di finale contro i Dallas Stars in una serie durata cinque gare, ma perse in semifinale di conference contro i San Jose Sharks dopo sei gare. Joe Sakic divenne l'unico giocatore degli Avalanche a essere eletto MVP di un All-Star Game durante la cinquantaquattresima gara delle stelle, dove segnò anche una tripletta. Il canadese entrò a far parte della prima squadra di all-star della lega e vinse l'NHL/Sheraton Road Performer Award. Dopo la fine della stagione, nel luglio del 2004, Joel Quenneville venne assunto come head coach della squadra al posto di Tony Granato, che divenne suo assistente.
La stagione 2004-05 venne cancellata a causa di un lockout. Durante questo periodo molti giocatori degli Avalanche giocarono nelle leghe europee. David Äbischer tornò a casa per giocare con gli svizzeri dell'HC Lugano insieme ad Alex Tanguay; Milan Hejduk e Peter Forsberg tornarono nelle squadre in cui giocavano prima di approdare nella NHL, rispettivamente HC Pardubice e MODO Hockey. Altri nove giocatori del roster degli Avalanche del 2003-04 giocarono in leghe europee durante il lockout.
Finito il lockout e con la conseguente introduzione del salary cap, gli Avalanche furono costretti a lasciar andare alcuni dei loro giocatori migliori Peter Forsberg e Adam Foote divennero free agent permettendo così di fare spazio ai contratti di Joe Sakic e Rob Blake. Nonostante il salary cap fosse una vera maledizione per una delle franchigie abituata a spendere di più in tutta la lega, i Colorado Avalanche finirono la stagione 2005-06 con un record di 43-30-9 (95 punti), finendo secondi nella Northwest Division, sette punti dietro i Calgary Flames e a pari punti con gli Edmonton Oilers. La stagione si interruppe a febbraio per i XX Giochi olimpici invernali di Torino. Gli Avalanche mandarono ben 11 giocatori di 8 nazioni, il massimo in tutta la lega. Il finlandese Antti Laaksonen vinse la medaglia d'argento, mentre Ossi Väänänen venne fermato da un infortunio; il ceko Milan Hejduk si aggiudicò la medaglia di bronzo. Nei playoff Colorado sconfisse il team con il secondo miglior record della Western Conference, i Dallas Stars, in una serie finita al quinto match. Nelle semifinali di conference, gli Avalanche vennero eliminati 4-0 per la prima volta, dai Mighty Ducks of Anaheim. Il giorno dopo la sconfitta, Pierre Lacroix, che era stato il general manager della squadra sin dal 1994 quando ancora erano di base nel Québec, rassegnò le dimissioni e venne assunto François Giguère per sostituirlo. Lacroix è ancora oggi il presidente della franchigia
All'inizio della stagione 2006-07 Joe Sakic e Milan Hejduk erano gli unici due membri ancora in squadra della formazione che vinse la Stanley Cup 2001. Joe Sakic è inoltre l'unico giocatore che milita nella franchigia da quando ancora era in Québec (Hejduk venne comunque scelto al draft dai Nordiques), ma anche Paul Stastny, figlio della leggenda dei Nordiques Peter Šťastný, evoca un collegamento con il passato. Prima dei playoff della stagione precedente, con una mossa che ricorda lo scambio di Patrick Roy, gli Avalanche mandarono il goalie David Äbischer ai Montreal Canadiens in cambio del vincitore del Vezina Trophy José Theodore. Questa volta però non si ottenne il risultato sperato, Theodore realizzò un record di 13-15-1 nella stagione 2006-07, con una percentuale di salvataggi pari a 89.1 e 3.26 goal concessi di media; il suo contratto da 6 milioni di dollari divenne un fardello che gli Avalanche non erano disposti a sopportare nel loro salary cap. La franchigia di Colorado mancò i playoff per la prima volta nella sua storia. Il team collezionò un record di 15-2-2 negli ultimi 19 incontri per mantenere viva la speranza di entrare nella post-season, ma nella penultima giornata della stagione una sconfitta per 4-2 subita dai Nashville Predators il 7 aprile, con un gol dell'ex Paul Kariya assistito da un altro ex, Peter Forsberg, chiuse definitivamente a Colorado la porta dei playoff. Vincendo l'ultima gara della stagione contro i Calgary Flames finirono quarti nella Northwest Division e noni nella Western Conference con un record di 44-31-7 pari a 95 punti, uno meno della squadra entrata per ultima nei playoff, proprio i Flames. Durante quest'ultima gara Joe Sakic segnò un goal e due assist e divenne il secondo giocatore più vecchio nella storia della NHL a raggiungere i 100 punti, dietro solo a Gordie Howe che collezionò 103 punti a 40 anni di età nella stagione 1968-69. Durante la stagione Paul Stastny batté il record per la più lunga striscia di partite a rete per un rookie con 20 gare, tre più del record precedente detenuto da Teemu Selänne, mentre Kārlis Skrastiņš segnò un nuovo record per la più lunga striscia di match giocati da un difensore con 495 games. Fino alla stagione 2006-2007 nessun team nella storia della NHL aveva collezionato 95 punti senza entrare nei playoff. Nella Eastern Conference tre team entrarono nella post-season con meno di 95 punti: i New York Rangers (94), i Tampa Bay Lightning (93), e i New York Islanders (92).
Nella stagione successiva la squadra viene affidata nuovamente a Tony Granato, ed i risultati sono pessimi, dato che per la prima volta finiscono una stagione con un record negativo (32-45-5) totalizzando diversi record negativi: minor numero di punti (69), prima stagione con meno di 35 vittorie (32) e prima stagione con meno di 200 gol segnati (199). Alla fine arriveranno ultimi nella Western Conference, ottenendo la terza scelta assoluta nel draft 2009.
A fine stagione si ritira lo storico capitano e leggenda dell'hockey canadese Joe Sakic, dopo 21 anni di servizio nella franchigia. In estate vengono licenziati l'allenatore Tony Granato insieme a tutto lo staff tecnico e il general manager Jean-Francois Giguere. Al loro posto vengono nominati Joe Sacco come allenatore (dopo il rifiuto di Patrick Roy) e Greg Sherman come GM.
Nella stagione 2009/2010 si qualificano nuovamente per i playoffs, dove vengono eliminati al primo turno in 6 partite dai San Jose Sharks.
La stagione 2010-2011 è la peggiore della storia per i Colorado Avalanche: finiscono con il secondo peggior record della lega (peggio solamente gli Edmonton Oilers), totalizzando il minor numero di vittorie (30) e di punti (68) nella storia della franchigia. Da evidenziare la trade con i St.Louis Blues che ha portato a Denver il difensore Erik Johnson (prima scelta assoluta nel 2006), il centro Jay McClement e una scelta nel primo round nel draft 2011 in cambio dei promettenti Chris Stewart e Kevin Shattenkirk. È considerata la trade dell'anno NHL. Questa stagione vede anche la fine di un'epoca, poiché due leggende degli Avalanche si ritirano: Peter Forsberg (dopo solamente 2 partite dal suo ritorno in attività) e, a fine campionato, il capitano Adam Foote. Entrambi i giocatori sono stati protagonisti delle 2 Stanley Cup vinte dagli Avalanche ed erano anche gli ultimi due giocatori ad aver giocato con la maglia dei Quebec Nordiques.
Il 14 novembre 2011 Milan Hejduk viene nominato capitano degli Avalanche, il terzo nella storia della franchigia. Per la seconda stagione consecutiva, gli Avalanche non si qualificano per i playoff, nonostante i 20 punti in più rispetto alla stagione precedente. Il 4 settembre 2012 Gabriel Landeskog viene nominato capitano dopo che Milan Hejduk ha informato il club di voler rinunciare alla carica. A soli 19 anni, diventa il più giovane capitano nella storia della NHL.

### Rivalità con i Detroit Red Wings
Nella stagione 1995-96 i Colorado Avalanche incontrarono i Detroit Red Wings nella finale della Western Conference e vinse la serie per 4-2. Durante gara-6 mentre Kris Draper dei Red Wings stava pattinando nei pressi della panchina, subì un contrasto di Claude Lemieux che lo fece sbattere con il viso proprio contro la panchina. Il risultato fu che Draper si trovò costretto a sottoporsi a una chirurgia ricostruttiva del viso. Dopo l'incidente Lemieux ricevette minacce dai fan dei Red Wings e dai giocatori, incluso il portiere Chris Osgood.
La stagione seguente, nell'ultimo match di regular season tra le due squadre giocatosi il 26 marzo 1997, scoppiò una rissa conosciuta come Brawl in Hockeytown (rissa nella città dell'hockey). La partita si concluse con 9 zuffe, 11 goal, 39 penalità, 148 minuti di penalità, una tripletta (di Valeri Kamensky) e una lotta tra i goalie Patrick Roy e Mike Vernon. Claude Lemieux fu uno dei giocatori maggiormente presi di mira dai giocatori di Detroit, che vinsero la partita all'overtime per 6-5. Le squadre si incontrarono nuovamente nella finale di Conference, con i Red Wings ancora vittoriosi e alla fine vincitori della Stanley Cup. Nei cinque anni seguenti gli Avalanche incontrarono i Red Wings tre volte nei playoff, con Colorado vincitrice delle prime due.
Questa rivalità è spesso considerata una delle più intense e sentite nella NHL dalla stampa e dai fan.

### La striscia di "tutto esaurito"
I Colorado Avalanche detengono il record per il maggior numero di partite consecutive giocate a stadio completamente pieno, il cosiddetto tutto esaurito, con 487 match. La striscia ebbe inizio il 9 novembre 1995 con l'ottava gara di regular season degli Avalanche che totalizzò 16.061 spettatori alla McNichols Sports Arena contro i Dallas Stars. Il 16 ottobre 2006, circa 11 anni più tardi, terminò al Pepsi Center prima di una gara contro i Chicago Blackhawks che fece realizzare un numero di spettatori pari a 17.681, 326 meno della capienza dell'arena. Gli Avalanche collezionarono il loro cinquecentesimo tutto esaurito casalingo nel loro 515º match a Denver il 20 gennaio 2007 contro i Detroit Red Wings.

## Colori e casacche
Il logo dei Colorado Avalanche è composto da una lettera A di colore borgogna  con della neve tutta intorno a ricordare una valanga (avalanche in inglese). Nella parte bassa di destra c'è un paleo a chiudere la valanga di neve. Intorno a tutto il logo c'è un ovale di colore blu.
Il logo alternativo è un piede che ricorda quello di un Bigfoot  e può essere visto sulle spalle delle uniformi di casa e trasferta.
Le casacche degli Avalanche non sono mai cambiate dalla loro prima stagione nel 1995. La maglia di casa, che è stata quella da trasferta fino al 2003, quando la NHL decise di invertire le maglie, è di colore predominante borgogna e blu scuro. Ci sono due linee a zigzag bianco-nere che abbracciano tutta la maglia, una nella parte alta da spall'a spalla e un'ad altezza pancia. Tra le due linee la maglia è borgogna, fuori dalle linee è blu scura. Una linea simile è presente anche nel colletto. Il logo è situato al centro della maglia e sopra ad entrambe le spalle c'è il logo alternativo. La casacca da trasferta è simile, solo con colori diversi. La parte borgogna della maglia di casa è qui bianca, quella blu diventa borgogna e le linee bianco-nere sono bianco-blu.
Gli Avalanche introdussero una terza maglia durante la stagione 2001-02: il colore predominante è il borgogna. "Colorado" è scritto in diagonale lungo la maglia al posto del logo. Ad altezza della pancia ci sono tre strisce orizzontali larghe, la prima e l'ultima nera e quella in mezzo bianca. Nel mezzo delle maniche ci sono cinque strisce: una nera, una bianca e una borgogna dall'esterno all'interno in entrambi i sensi (quella borgogna è la centrale). La terza maglia venne dismessa nel 2007.
Nella stagione 2009-10 viene introdotta una nuova terza maglia: interamente blu con le spalle borgogna e sulle maniche ci sono cinque strisce (borgogna, bianco, nero, bianco, borgogna), con la scritta "Colorado" in obliquo al posto del logo.

## Stagioni
| Stagione | G                                                                                            | V                                                                                            | P                                                                                            | N                                                                                            | OT/SO                                                                                        | PT                                                                                           | GF                                                                                           | GS                                                                                           | Piazzamento                                                                                  | Playoff                                                                                      |                                                                                              |
| 1995-96  | 82                                                                                           | 47                                                                                           | 25                                                                                           | 10                                                                                           | -                                                                                            | 104                                                                                          | 326                                                                                          | 240                                                                                          | 1°, Pacific                                                                                  | Campioni, 4-0 (Florida Panthers)                                                             |                                                                                              |
| 1996-97  | 82                                                                                           | 49                                                                                           | 24                                                                                           | 9                                                                                            | -                                                                                            | 107                                                                                          | 277                                                                                          | 205                                                                                          | 1°, Pacific                                                                                  | Finali di Conference, 2-4 (Detroit Red Wings)                                                |                                                                                              |
| 1997-98  | 82                                                                                           | 39                                                                                           | 26                                                                                           | 17                                                                                           | -                                                                                            | 95                                                                                           | 231                                                                                          | 205                                                                                          | 1°, Pacific                                                                                  | Primo turno, 3-4 (Edmonton Oilers)                                                           |                                                                                              |
| 1998-99  | 82                                                                                           | 44                                                                                           | 28                                                                                           | 10                                                                                           | -                                                                                            | 98                                                                                           | 239                                                                                          | 205                                                                                          | 1°, Northwest                                                                                | Finali di Conference, 3-4 (Dallas Stars)                                                     |                                                                                              |
| 1999-00  | 82                                                                                           | 42                                                                                           | 28                                                                                           | 11                                                                                           | 1                                                                                            | 96                                                                                           | 233                                                                                          | 201                                                                                          | 1°, Northwest                                                                                | Finali di Conference, 3-4 (Dallas Stars)                                                     |                                                                                              |
| 2000-01  | 82                                                                                           | 52                                                                                           | 16                                                                                           | 10                                                                                           | 4                                                                                            | 118                                                                                          | 270                                                                                          | 192                                                                                          | 1°, Northwest                                                                                | Campioni, 4-3 (New Jersey Devils)                                                            |                                                                                              |
| 2001-02  | 82                                                                                           | 45                                                                                           | 28                                                                                           | 8                                                                                            | 1                                                                                            | 99                                                                                           | 212                                                                                          | 169                                                                                          | 1°, Northwest                                                                                | Finali di Conference, 3-4 (Detroit Red Wings)                                                |                                                                                              |
| 2002-03  | 82                                                                                           | 42                                                                                           | 19                                                                                           | 13                                                                                           | 8                                                                                            | 105                                                                                          | 251                                                                                          | 194                                                                                          | 1°, Northwest                                                                                | Primo turno, 3-4 (Minnesota Wild)                                                            |                                                                                              |
| 2003-04  | 82                                                                                           | 40                                                                                           | 22                                                                                           | 13                                                                                           | 7                                                                                            | 100                                                                                          | 236                                                                                          | 198                                                                                          | 2°, Northwest                                                                                | Semifinali di Conference, 2–4 (San Jose Sharks)                                              |                                                                                              |
| 2004-05  | Stagione non disputata a causa dello sciopero della NHLPA (Associazione Giocatori della NHL) | Stagione non disputata a causa dello sciopero della NHLPA (Associazione Giocatori della NHL) | Stagione non disputata a causa dello sciopero della NHLPA (Associazione Giocatori della NHL) | Stagione non disputata a causa dello sciopero della NHLPA (Associazione Giocatori della NHL) | Stagione non disputata a causa dello sciopero della NHLPA (Associazione Giocatori della NHL) | Stagione non disputata a causa dello sciopero della NHLPA (Associazione Giocatori della NHL) | Stagione non disputata a causa dello sciopero della NHLPA (Associazione Giocatori della NHL) | Stagione non disputata a causa dello sciopero della NHLPA (Associazione Giocatori della NHL) | Stagione non disputata a causa dello sciopero della NHLPA (Associazione Giocatori della NHL) | Stagione non disputata a causa dello sciopero della NHLPA (Associazione Giocatori della NHL) | Stagione non disputata a causa dello sciopero della NHLPA (Associazione Giocatori della NHL) |
| 2005–06  | 82                                                                                           | 43                                                                                           | 30                                                                                           | -                                                                                            | 9                                                                                            | 95                                                                                           | 283                                                                                          | 257                                                                                          | 2°, Northwest                                                                                | Semifinali di Conference, 0–4 (Mighty Ducks of Anaheim)                                      |                                                                                              |
| 2006–07  | 82                                                                                           | 44                                                                                           | 31                                                                                           | -                                                                                            | 7                                                                                            | 95                                                                                           | 272                                                                                          | 251                                                                                          | 4°, Northwest                                                                                | Non qualificati                                                                              |                                                                                              |
| 2007–08  | 82                                                                                           | 44                                                                                           | 31                                                                                           | -                                                                                            | 7                                                                                            | 95                                                                                           | 231                                                                                          | 219                                                                                          | 2°, Northwest                                                                                | Semifinali di Conference, 0–4 (Detroit Red Wings)                                            |                                                                                              |
| 2008–09  | 82                                                                                           | 32                                                                                           | 45                                                                                           | -                                                                                            | 5                                                                                            | 69                                                                                           | 199                                                                                          | 257                                                                                          | 5°, Northwest                                                                                | Non qualificati                                                                              |                                                                                              |
| 2009–10  | 82                                                                                           | 43                                                                                           | 30                                                                                           | -                                                                                            | 9                                                                                            | 95                                                                                           | 244                                                                                          | 233                                                                                          | 2°, Northwest                                                                                | Primo turno, 2-4 (San Jose Sharks)                                                           |                                                                                              |
| 2010–11  | 82                                                                                           | 30                                                                                           | 44                                                                                           | -                                                                                            | 8                                                                                            | 68                                                                                           | 227                                                                                          | 288                                                                                          | 4°, Northwest                                                                                | Non qualificati                                                                              |                                                                                              |
| 2011–12  | 82                                                                                           | 41                                                                                           | 35                                                                                           | -                                                                                            | 6                                                                                            | 88                                                                                           | 208                                                                                          | 220                                                                                          | 3°, Northwest                                                                                | Non qualificati                                                                              |                                                                                              |
| 2012-13  | 48                                                                                           | 16                                                                                           | 25                                                                                           | -                                                                                            | 7                                                                                            | 39                                                                                           | 116                                                                                          | 152                                                                                          | 5° Northwest                                                                                 | Non qualificati                                                                              |                                                                                              |
| 2013-14  | 82                                                                                           | 52                                                                                           | 22                                                                                           | -                                                                                            | 2                                                                                            | 112                                                                                          | 248                                                                                          | 217                                                                                          | 2° Central                                                                                   | Primo turno, 3-4 (Minnesota Wild)                                                            |                                                                                              |
| 2014-15  | 82                                                                                           | 39                                                                                           | 31                                                                                           | -                                                                                            | 12                                                                                           | 90                                                                                           | 219                                                                                          | 227                                                                                          | 7° Central                                                                                   | Non qualificati                                                                              |                                                                                              |
| 2015-16  | 82                                                                                           | 39                                                                                           | 39                                                                                           | -                                                                                            | 4                                                                                            | 82                                                                                           | 216                                                                                          | 240                                                                                          | 6° Central                                                                                   | Non qualificati                                                                              |                                                                                              |
| 2016-17  | 82                                                                                           | 22                                                                                           | 56                                                                                           | -                                                                                            | 4                                                                                            | 48                                                                                           | 166                                                                                          | 278                                                                                          | 7° Central                                                                                   | Non qualificati                                                                              |                                                                                              |
| 2017-18  | 82                                                                                           | 43                                                                                           | 30                                                                                           | -                                                                                            | 9                                                                                            | 95                                                                                           | 257                                                                                          | 237                                                                                          | 4° Central                                                                                   | Primo turno, 2-4 (Nashville Predators)                                                       |                                                                                              |
| 2018-19  | 82                                                                                           | 38                                                                                           | 30                                                                                           | -                                                                                            | 14                                                                                           | 90                                                                                           | 260                                                                                          | 246                                                                                          | 5° Central                                                                                   | Secondo turno, 3-4 (San Jose Sharks)                                                         |                                                                                              |
| Totale   | 1770                                                                                         | 883                                                                                          | 665                                                                                          | 101                                                                                          | 121                                                                                          | 2042                                                                                         | 5164                                                                                         | 4894                                                                                         |                                                                                              |                                                                                              |                                                                                              |

## Rosa attuale
Aggiornata al 25 ottobre 2019.
| #  | Nazione                | Giocatore                | P/T | Acquisito | Luogo di nascita                 |
| 44 | Canada (bandiera)      | Mark Barberio            | SX  | 2017      | Montréal, Québec, Canada         |
| 41 | Francia (bandiera)     | Pierre-Édouard Bellemare | SX  | 2019      | Le Blanc-Mesnil, Francia         |
| 95 | Svezia (bandiera)      | Andre Burakovsky         | SX  | 2019      | Klagenfurt, Austria              |
| 11 | Canada (bandiera)      | Matt Calvert             | SX  | 2018      | Brandon, Manitoba, Canada        |
| 28 | Stati Uniti (bandiera) | Ian Cole                 | SX  | 2018      | Ann Arbor, Michigan              |
| 37 | Stati Uniti (bandiera) | J.T. Compher             | DX  | 2015      | Northbrook, Illinois             |
| 72 | Finlandia (bandiera)   | Joonas Donskoi           | DX  | 2019      | Raahe, Finlandia                 |
| 39 | Rep. Ceca (bandiera)   | Pavel Francouz           | DX  | 2018      | Plzeň, Repubblica Ceca           |
| 49 | Canada (bandiera)      | Samuel Girard            | SX  | 2017      | Roberval, Québec, Canada         |
| 27 | Canada (bandiera)      | Ryan Graves              | SX  | 2018      | Yarmouth, Nuova Scozia, Canada   |
| 31 | Germania (bandiera)    | Philipp Grubauer         | SX  | 2018      | Rosenheim, Germania              |
| 6  | Stati Uniti (bandiera) | Erik Johnson - A         | DX  | 2011      | Bloomington, Minnesota           |
| 17 | Canada (bandiera)      | Tyson Jost               | SX  | 2016      | St. Albert, Alberta, Canada      |
| 91 | Canada (bandiera)      | Nazem Kadri              | SX  | 2019      | London, Ontario, Canada          |
| 92 | Svezia (bandiera)      | Gabriel Landeskog - C    | SX  | 2011      | Stoccolma, Svezia                |
| 81 | Russia (bandiera)      | Vladislav Kamenev        | SX  | 2017      | Orsk, Russia                     |
| 29 | Canada (bandiera)      | Nathan MacKinnon - A     | DX  | 2013      | Springhill, Nuova Scozia, Canada |
| 8  | Canada (bandiera)      | Cale Makar               | DX  | 2017      | Calgary, Alberta, Canada         |
| 83 | Stati Uniti (bandiera) | Matt Nieto               | SX  | 2017      | Long Beach, California           |
| 13 | Russia (bandiera)      | Valerij Ničuškin         | SX  | 2019      | Čeljabinsk, Russia               |
| 96 | Finlandia (bandiera)   | Mikko Rantanen           | SX  | 2015      | Nousiainen, Finlandia            |
| 22 | Stati Uniti (bandiera) | Colin Wilson             | SX  | 2017      | Greenwich, Connecticut           |
| 16 | Russia (bandiera)      | Nikita Zadorov           | SX  | 2015      | Mosca, Russia                    |

## Staff Tecnico
Aggiornato al 26/10/2019
- Allenatore: Jared Bednar

## Numeri di maglia ritirati
- 19 — Joe Sakic (1º ottobre 2009)
- 21 — Peter Forsberg (9 ottobre 2011)
- 33 — Patrick Roy (28 ottobre 2003)
- 77 — Ray Bourque (24 novembre 2001)

Il numero 99 di Wayne Gretzky è stato ritirato dalla NHL. I numeri ritirati dalla franchigia quando era a Québec City sono stati rimessi in circolazione dopo il trasferimento a Denver.

## Membri della Hall of Fame
- Ray Bourque giocò 22 stagioni con i Boston Bruins prima di essere trasferito agli Avalanche nel 2000, su sua richiesta per avere la possibilità di vincere una Stanley Cup, cosa che avverrà nel 2001.
- Patrick Roy giocò dal 1995 al 2003 in Colorado e vinse due Stanley Cup con gli Avalanche. Con 551 vittorie in carriera, è secondo solamente a Martin Brodeur nella storia della NHL.
- Jari Kurri giocò solamente l'ultima stagione della sua carriera con gli Avalanche.
- Bryan Trottier assistente allenatore per Colorado nel 2001, venne inserito nella Hall of Fame come giocatore nel 1997.
- Joe Sakic Il 12 novembre 2012, viene inserito nella Hall of Fame.

## Prime scelte ai draft
La lista non include le scelte dei Quebec Nordiques. Il numero tra parentesi indica la scelta assoluta.
- 1995: Marc Denis (numero 25)
- 1996: Peter Ratchuk (numero 25)
- 1997: Kevin Grimes (numero 26)
- 1998: Alex Tanguay (numero 12), Martin Škoula (numero 17), Robyn Regehr (numero 19), Scott Parker(numero 20)
- 1999: Mikhail Kuleshov (numero 25)
- 2000: Vaclav Nedorost (numero 14)
- 2001: nessuna
- 2002: Jonas Johansson (numero 28)
- 2003: nessuna
- 2004: Wojtek Wolski (numero 21)
- 2005: nessuna
- 2006: Chris Stewart (numero 18)
- 2007: Kevin Shattenkirk (numero 14)
- 2008: nessuna
- 2009: Matt Duchene (numero 3)
- 2010: Joey Hishon (numero 17)
- 2011: Gabriel Landeskog (numero 2), Duncan Siemens (numero 11)
- 2012: nessuna
- 2013: Nathan MacKinnon (numero 1)

## Marcatori
La lista non include giocatori dei Quebec Nordiques.
Aggiornata al 08/04/2012
STAGIONE REGOLARE
| Pos | Giocatore          | Punti | Gol | Assist | Partite | Media/Punti | Stagioni |
| --- | ------------------ | ----- | --- | ------ | ------- | ----------- | -------- |
| C   | Joe Sakic          | 1015  | 391 | 624    | 870     | 1.16        | 13       |
| AD  | Milan Hejduk°      | 794   | 371 | 423    | 991     | 0.80        | 13       |
| C   | Peter Forsberg     | 705   | 202 | 503    | 544     | 1.29        | 11       |
| AS  | Alex Tanguay       | 400   | 137 | 263    | 450     | 0.88        | 6        |
| C   | Paul Stastny°      | 374   | 126 | 248    | 427     | 0.87        | 6        |
| D   | John-Michael Liles | 275   | 68  | 207    | 523     | 0.52        | 7        |
| AD  | Adam Deadmarsh     | 271   | 129 | 142    | 405     | 0.66        | 6        |
| AS  | Valery Kamenski    | 261   | 106 | 155    | 289     | 0.90        | 4        |
| D   | Sandis Ozolinsh    | 253   | 72  | 181    | 333     | 0.75        | 5        |
| AD  | Chris Drury        | 222   | 85  | 137    | 314     | 0.70        | 4        |

PLAYOFF
| Pos | Giocatore       | Punti | Gol | Assist | Partite | Media/Punti |
| --- | --------------- | ----- | --- | ------ | ------- | ----------- |
| C   | Joe Sakic       | 177   | 77  | 100    | 160     | 1.11        |
| C   | Peter Forsberg  | 153   | 56  | 97     | 134     | 1.14        |
| AD  | Milan Hejduk°   | 76    | 34  | 42     | 112     | 0.68        |
| D   | Sandis Ozolinsh | 65    | 18  | 47     | 82      | 0.79        |
| AS  | Valeri Kamnesky | 58    | 24  | 34     | 56      | 1.03        |
| AD  | Claude Lemieux  | 55    | 24  | 31     | 62      | 0.89        |
| AD  | Adam Deadmarsh  | 55    | 22  | 33     | 82      | 0.67        |
| AD  | Chris Drury     | 50    | 26  | 24     | 80      | 0.62        |
| AS  | Alex Tanguay    | 50    | 18  | 32     | 83      | 0.60        |
| D   | Rob Blake       | 43    | 16  | 27     | 68      | 0.63        |

° Giocatori attualmente agli Avalanche

## Record individuali
La lista non include giocatori dei Quebec Nordiques.
- Punti: Joe Sakic 120 (1995–96)
- Gol: Joe Sakic 54 (2000-01)
- Assist: Peter Forsberg 86 (1995-96)
- Minuti di penalità: Jeff Odgers 259 (1998-99)
- Gol vincenti: Joe Sakic 12 (2000-01)
- Gol in superiorità: Joe Sakic 19 (2000-01)
- Gol in penalty killing: Joe Sakic 6 (1995-96)
- Miglior +/-: Peter Forsberg, Milan Hejduk +52 (2002-03)
- Punti di un rookie: Paul Stastny 78 (2006-07)
- Gol di un rookie: Marek Svatos 32 (2005-06)
- Assist di un rookie: Paul Stastny 50 (2006-07)
- Punti di un difensore: Sandis Ozolinsh 68 (1996-97)
- Gol di un difensore: Sandis Ozolinsh 23 (1996-97)
- Assist di un difensore: Sandis Ozolinsh 45 (1996-97)
- Partite giocate da un portiere: Craig Anderson 71 (2009-10)
- Partite vinte da un portiere: Patrick Roy 40 (2000-01)
- Partite senza subire gol: Patrick Roy 9 (2001-02)

## Capitani
La lista non include i capitani dei Quebec Nordiques.
|                   | Naz                  | Dal  | Al       |
| ----------------- | -------------------- | ---- | -------- |
| Joe Sakic         | Canada (bandiera)    | 1995 | 2009     |
| Sylvain Lefebvre° | Canada (bandiera)    | 1997 | 1998     |
| Adam Foote        | Canada (bandiera)    | 2009 | 2011     |
| Milan Hejduk      | Rep. Ceca (bandiera) | 2011 | 2012     |
| Gabriel Landeskog | Svezia (bandiera)    | 2012 | Presente |

° Ad interim per 18 partite durante l'infortunio di Joe Sakic

## General manager
La lista non include i general manager dei Quebec Nordiques.
|                  | Naz                    | Dal  | Al       |
| ---------------- | ---------------------- | ---- | -------- |
| Pierre Lacroix   | Canada (bandiera)      | 1995 | 2006     |
| François Giguère | Canada (bandiera)      | 2006 | 2009     |
| Greg Sherman     | Stati Uniti (bandiera) | 2009 | 2014     |
| Joe Sakic        | Canada (bandiera)      | 2014 | presente |

## Allenatori
La lista non include gli allenatori dei Quebec Nordiques.
|                  | Naz                    | Dal  | Al       | Regular Season | Regular Season | Regular Season | Regular Season | Regular Season | Regular Season | Regular Season | Playoffs | Playoffs | Playoffs | Playoffs |
| G                | Naz                    | Dal  | Al       | W              | L              | T              | OTL            | Pct            | G              | W              | L        | Pct      |          |          |
| ---------------- | ---------------------- | ---- | -------- | -------------- | -------------- | -------------- | -------------- | -------------- | -------------- | -------------- | -------- | -------- | -------- | -------- |
| Marc Crawford    | Canada (bandiera)      | 1995 | 1998     | 246            | 135            | 75             | 36             | —              | .622           | 46             | 29       | 17       | .630     |          |
| Bob Hartley      | Canada (bandiera)      | 1998 | 2002     | 359            | 193            | 108            | 48             | —              | .618           | 80             | 49       | 31       | .613     |          |
| Tony Granato     | Stati Uniti (bandiera) | 2002 | 2004     | 133            | 72             | 33             | 17             | 11             | .647           | 18             | 9        | 9        | .500     |          |
| Joel Quenneville | Canada (bandiera)      | 2005 | 2008     | 246            | 131            | 92             | —              | 23             | .579           | 19             | 8        | 11       | .421     |          |
| Tony Granato     | Stati Uniti (bandiera) | 2008 | 2009     | 82             | 32             | 45             | —              | 5              | .390           | -              | -        | -        | -        |          |
| Joe Sacco        | Stati Uniti (bandiera) | 2009 | 2016     | 246            | 114            | 109            | —              | 23             | .463           | 6              | 2        | 4        | .333     |          |
| Jared Bednar     | Canada (bandiera)      | 2016 | presente | --             | --             | --             | —              | --             | --             | -              | -        | -        | --       |          |